# Anne Arundel County
Das Anne Arundel County ist ein County im Bundesstaat Maryland der Vereinigten Staaten. Der Sitz der Countyverwaltung (County Seat) und Hauptstadt Marylands ist Annapolis. Bei der Volkszählung 2020 wurde eine Einwohnerzahl von 588.261 ermittelt.

## Geographie
Das County liegt am Westufer der Chesapeake Bay und grenzt im Norden an die Stadt Baltimore an. Das Anne Arundel County hat eine Fläche von 1523 Quadratkilometern; davon sind 445 Quadratkilometer (29,25 Prozent) Wasserflächen. Es grenzt an folgende Countys:
| Howard County          | Baltimore County, Baltimore City | Kent County         |
|                        |                                  | Queen Anne’s County |
| Prince George’s County | Calvert County                   | Talbot County       |

## Geschichte
Das County wurde im Jahre 1650 aus unorganisiertem Territorium gebildet. Von 1654 bis 1658 hieß das County Providence County. 1658 wurde das County nach Anne Arundel benannt, der Ehefrau von Cæcilius Calvert, 2. Baron Baltimore, dem ersten Inhaber der Kolonie Provinz Maryland.

### Historische Objekte
- In Annapolis steht abseits der St. Margaret's Road das historische Whitehall. Das Anwesen des ehemaligen Gouverneurs Horatio Sharpe wurde am 15. Oktober 1966 vom National Register of Historic Places als historisches Denkmal mit der Nummer 66000387 aufgenommen. Ebenso wurde es im National Historic Landmark eingeschrieben.[3][4]

- Etwa vier Kilometer westlich von Galesville, befindet sich die historisch relevante Tulip Hill-Plantage. Das zwischen 1755 und 1756 errichtete Anwesen, wurde am 15. April 1970 vom NRHP mit der Nummer 70000261 aufgenommen.[5]

Insgesamt haben fünf Stätten des Countys aufgrund ihrer geschichtlichen Bedeutung den Status einer National Historic Landmark. 105 Bauwerke und Stätten des Countys sind im National Register of Historic Places eingetragen (Stand 11. November 2017).

## Demografische Daten

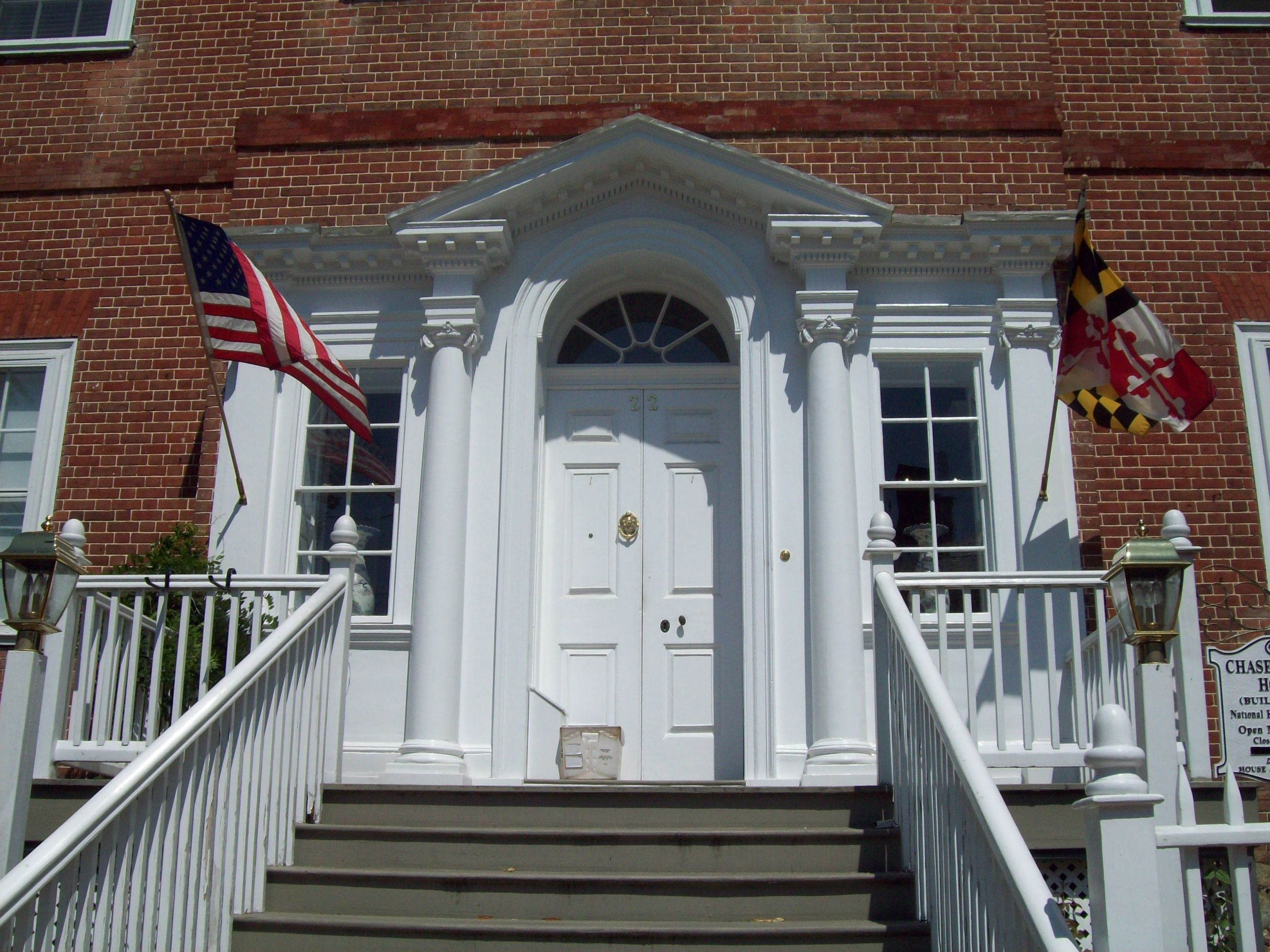
Das Chase-Lloyd House, gelistet im NRHP

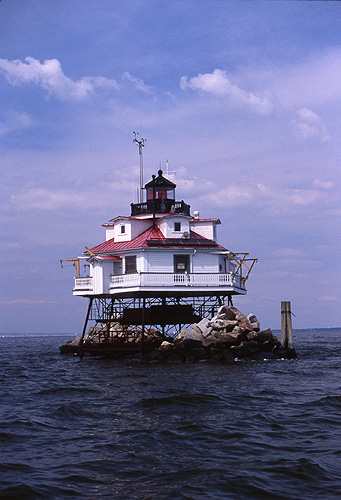
Das Thomas Point Shoal Lighthouse, gelistet im NRHP

Nach der Volkszählung im Jahr 2000 lebten im Anne Arundel County 489.656 Menschen in 178.670 Haushalten und 129.178 Familien. Die Bevölkerungsdichte betrug 455 Personen pro Quadratkilometer. Ethnisch betrachtet setzte sich die Bevölkerung zusammen aus 81,24 Prozent Weißen, 13,57 Prozent Afroamerikanern, 0,30 Prozent amerikanischen Ureinwohnern, 2,29 Prozent Asiaten und 0,93 Prozent aus anderen ethnischen Gruppen; 1,69 Prozent stammten von zwei oder mehr Ethnien ab. Unabhängig von der ethnischen Zugehörigkeit waren 2,63 Prozent der Bevölkerung spanischer oder lateinamerikanischer Abstammung.
Von den 178.670 Haushalten hatten 34,9 Prozent Kinder unter 18 Jahren, die mit ihnen lebten. 57,2 Prozent waren verheiratete, zusammenlebende Paare, 11,1 Prozent waren allein erziehende Mütter und 27,7 Prozent waren keine Familien. 21,3 Prozent aller Haushalte waren Singlehaushalte und in 6,4 Prozent lebten Menschen im Alter von 65 Jahren oder darüber. Die durchschnittliche Haushaltsgröße lag bei 2,65 und die durchschnittliche Familiengröße bei 3,09 Personen.
25,2 Prozent der Bevölkerung war unter 18 Jahre alt, 8,1 Prozent zwischen 18 und 24, 32,8 Prozent zwischen 25 und 44, 23,9 Prozent zwischen 45 und 64 Jahre alt und 10,0 Prozent waren 65 Jahre oder älter. Das Durchschnittsalter betrug 36 Jahre. Auf 100 weibliche kamen statistisch 99,1 männliche Personen und auf 100 Frauen im Alter von 18 Jahren oder darüber kamen 97,1 Männer.
Das durchschnittliche Einkommen eines Haushaltes betrug 61.768 USD, das einer Familie 69.019 USD. Männer hatten ein durchschnittliches Einkommen von 43.747 USD, Frauen 32.348 USD. Das Prokopfeinkommen lag bei 27.578 USD. Etwa 3,6 Prozent der Familien und 5,1 Prozent der Bevölkerung lebten unterhalb der Armutsgrenze.

## Städte und Gemeinden
City
- Annapolis

Town
- Highland Beach

Census-designated places (CDP)
- Arden on the Severn
- Arnold
- Brooklyn Park
- Cape St. Claire
- Crofton
- Crownsville
- Deale
- Ferndale
- Fort Meade
- Glen Burnie
- Green Haven
- Hanover
- Herald Harbor
- Hillsmere Shores
- Jessup1
- Lake Shore
- Linthicum
- Londontowne
- Maryland City
- Mayo
- Odenton
- Parole
- Pasadena
- Pumphrey
- Riva
- Riviera Beach
- Selby-on-the-Bay
- Severn
- Severna Park
- Shady Side
- South Gate

1 – teilweise im Howard County

Fort George G. Meade, der, liegt im Anne Arundel County.
Unincorporated Communitys
- Bar Harbor
- Bay Ridge
- Bay Ridge Junction
- Bayberry
- Baynard
- Bayside Beach
- Beachwood Forest
- Beachwood Grove
- Beacon Hill
- Beechwood on the Burley
- Belvedere Heights
- Belvoir Manor
- Bembe Beach
- Benfield
- Bestgate
- Beverly Beach
- Birdsville
- Bon Haven
- Bristol
- Broadwater
- Brookfield
- Browns Woods
- Burleytown
- Cape Anne
- Cape Arthur
- Cape Loch Haven
- Cape Saint John
- Carrollton Manor
- Cedarhurst
- Chelsea Beach
- Chesterfield
- Churchton
- Clear Water Beach
- Cloverlea
- Columbia Beach
- Conaways
- Cottage Grove Beach
- Crystal Beach
- Cumberstone
- Darnall
- Davidsonville
- Deale Beach
- Dodon
- Donovans Pier
- Dorsey
- Drury
- Dulls Corner
- Eagle Hill
- Earleigh Heights
- Eastport
- Edgewater
- Edgewater Beach
- Ehrmansville
- Elktonia
- Elvaton
- Epping Forest
- Fairhaven
- Fairhaven-on-the-Bay
- Fairview
- Felicity Cove
- Ferry Farms
- Foremans Corner
- Forest Villa
- Franklin Manor-on-the-Bay
- Friendship
- Furnace Branch
- Galesville
- Gambrills
- Garland
- Garland Park
- Gatts Corner
- Germantown
- Gibson Island
- Gingerville
- Glebe Heights
- Gotts
- Greenock
- Greenwood Acres
- Hambleton
- Harbor View
- Harmans
- Harundale
- Harwood
- Henekes Corner
- Hidden Point
- High Point
- Holly Hill Harbor
- Idlewilde
- Iglehart
- Jackson Grove
- Jacobsville
- Jewell
- Jones
- Joyce
- Lakeland
- Lands End
- Laurel Acres
- Leitch
- Leon
- Linstead-on-the-Severn
- Linthicum Heights
- Lipins Corner
- Loretta Heights
- Lothian
- Lusby Crossroads
- Maceys Corner
- Mago Vista Beach
- Magothy Beach
- Manhattan Beach
- Manresa
- Margate
- Marley
- Marriott Hill
- Masons Beach
- Mayfield
- McKendree
- McPherson
- Meadedale
- Mill Swamp
- Millersville
- Millhausens
- Mimosa Cove
- Montevideo
- Mount Carmel
- Mount Pleasant Beach
- Mount Zion
- North Deale
- North Linthicum
- Nutwell
- Oak Court
- Oakland
- Oakwood
- Old Glory Beach
- Orchard Beach
- Owings Beach
- Oyster Harbor
- Paradise Beach
- Patapsco
- Patuxent
- Pendennis Mount
- Pindell
- Pine Whiff Beach
- Pinehurst
- Pines-on-Severn
- Point Pleasant
- Ponder Cove
- Powhatan Beach
- Primrose Acres
- Raynor Heights
- Rest Haven
- Revell
- Ridgeway
- River Club Estates
- Riverdale
- Robinson
- Rock Hill Beach
- Rockview Beach
- Rose Haven
- Round Bay
- Royal Beach
- Rugby Hall
- Saint Margarets
- Sanders Park
- Saunders Point
- Selby Beach
- Severn Crossroads
- Severn Grove
- Severnside
- Shady Oaks
- Sharonville
- Sherwood Forest
- Shipley
- Shipley Corner
- Shore Acres
- Shoreham Beach
- Skidmore
- Snug Harbor
- Solley
- South Down Shores
- South Haven
- South River
- South River Manor
- Steuart Level
- Stewart Corner
- Stony Beach
- Stony Run
- Sudley
- Sun Set Knoll
- Sunrise Beach
- Sunset Beach
- Sylvan Shores
- Tanglewood
- Terrace Gardens
- Tracys Landing
- Truxton Heights
- Turkey Point
- Tydings on the Bay
- Tyler Heights
- Venice on the Bay
- Victor Haven
- Wardour
- Wardour Bluffs
- Waterbury
- Weems Creek
- West Annapolis
- West River
- West Severna Park
- West Shadyside
- West Shoreham
- Winchester
- Winchester-on-the-Severn
- Woodcrest
- Woodland Beach
- Woodlawn Heights

## Verkehr
Die öffentlichen Verkehrsmittel im County sind kostenlos.
Im Anne Arundel County befindet sich der Baltimore-Washington International Airport.